# UP選書
UP選書（ユーピーせんしょ）は、東京大学出版会の叢書のレーベル。

## 概要
創刊より276もの作品が出版されている。
UP選書の一番古い作品は1967年9月1日に出版された武者小路公秀の『国際政治と日本』である。
UP選書の一番新しい作品は2001年12月5日に出版された佐伯胖の『幼児教育へのいざない』である。
2015年4月17日より竹内常一の『子どもの自分くずしと自分つくり』がオンデマンド版として出版されている。
復刊ドットコムで復刊が希望されている作品には、UP選書で出版された作品も含まれている。